# Waterford Crystal
Waterford Crystal è un marchio di oggettistica in vetro e cristallo, di proprietà del gruppo WWRD.

## Storia

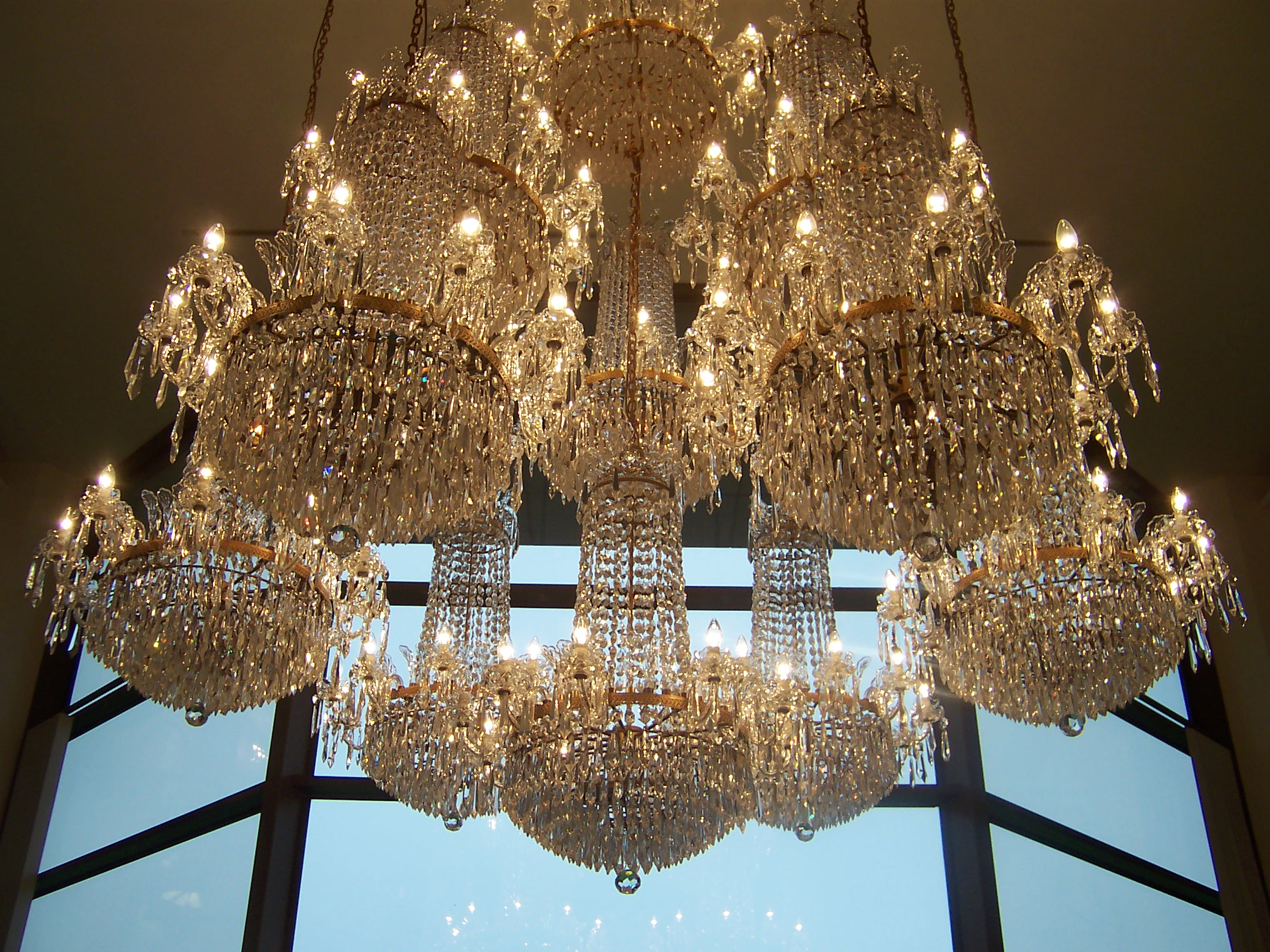
Un lampadario Waterford

I fratelli George e William Penrose fondano l'azienda presso Waterford, in Irlanda, nel 1783. Nel 1850 la fabbrica viene costretta alla chiusura a causa della forte tassazione imposta dal Regno Unito.
Grazie alla reputazione della vetreria della zona, nel 1947 l'immigrante ceco Charles Bacik stabilisce presso Waterford una nuova fabbrica, aiutato dal designer Miroslav Havel.
A partire dal 2000 Waterford realizza la sfera di capodanno di Times Square

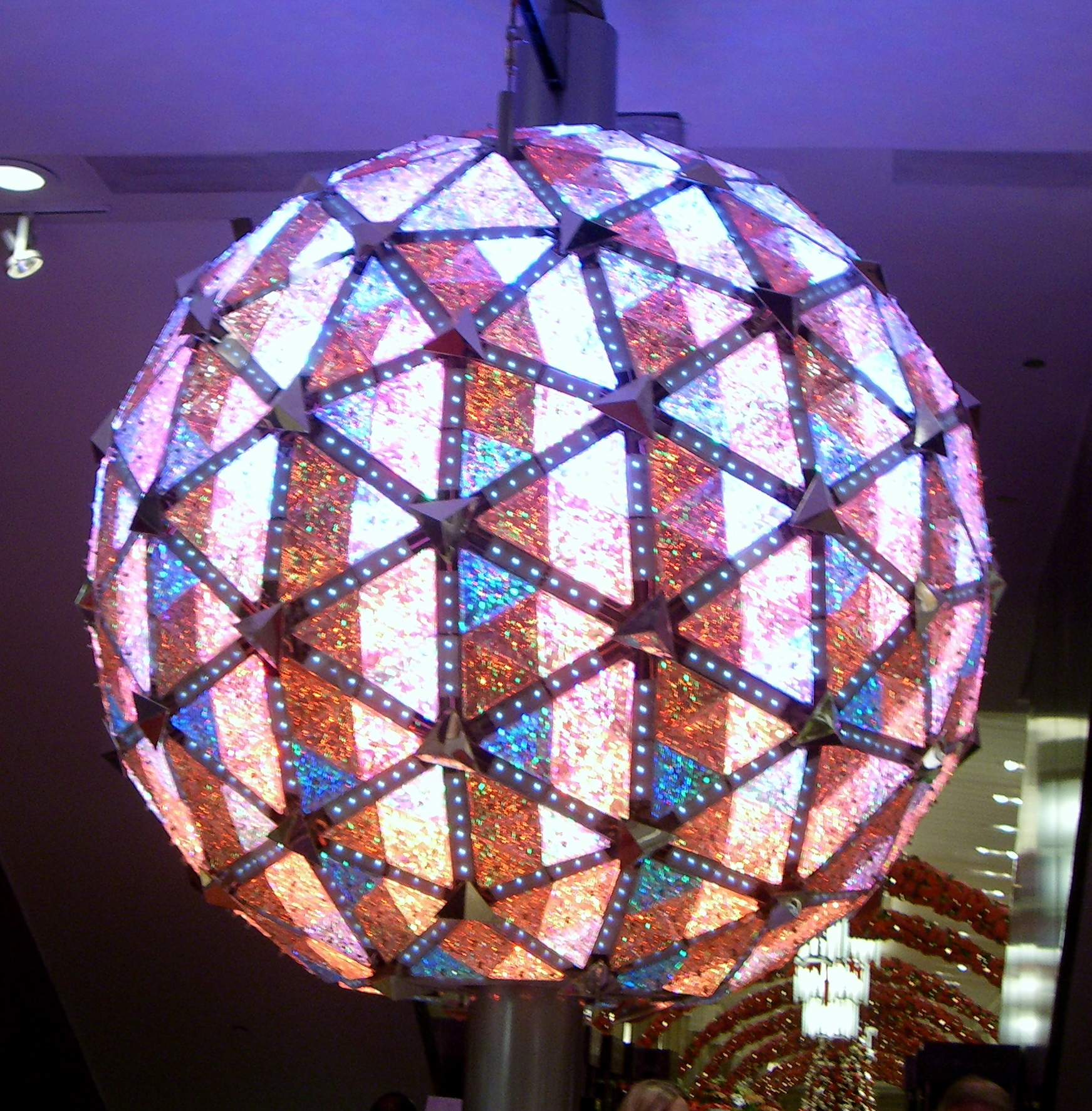
La sfera di capodanno 2008 di Times Square

Nel corso del 2009 le difficoltà finanziarie di Waterford Wedgwood fanno in modo che l'azienda venga posta sotto amministrazione controllata. Tra i fattori che contribuiscono alla crisi di Waterford vi sono anche l'alto costo della manodopera irlandese rispetto ai costi di produzione asiatici, e la debolezza della moneta del primo mercato per l'azienda, gli Stati Uniti e quindi il Dollaro, nei confronti dell'Euro.
Nel marzo 2009 il fondo KPS Capital Partners crea il gruppo WWRD Holdings Limited, in possesso degli asset di Waterford Crystal, Wedgwood e Royal Doulton.